# Persone di nome Carlo/Vescovi cattolici
| Questa pagina contiene informazioni ricavate automaticamente dalle voci biografiche con l'ausilio del template Bio e di un bot. L'aggiornamento è periodico e automatico e ricostruisce completamente la pagina. Se manca una persona in questa lista, sei pregato di non aggiungerla, ma accertati piuttosto che la sua voce biografica contenga il template Bio e che i dati anagrafici siano correttamente compilati. Se il template Bio manca, inseriscilo tu stesso o, in alternativa, metti l'avviso {{tmp\|Bio}} che ne segnala la mancanza. Se i dati riportati sono sbagliati, correggi direttamente la voce biografica; le modifiche saranno visibili in questa lista entro pochi giorni. Per chiarimenti vedi il progetto antroponimi. La lista contiene solo le 60 persone che sono citate nell'enciclopedia e per le quali è stato implementato correttamente il template Bio. Pagina aggiornata al 6 ago 2025. |

Questa è una lista di persone presenti nell'enciclopedia che hanno il nome Carlo e sono vescovi cattolici.

## A(4)
- Carlo Alidosi, vescovo cattolico italiano (Imola - Imola, † 1354)
- Carlo Aliprandi, vescovo cattolico italiano (Valleggia di Quiliano, n. 1924 - Fontanelle di Boves, † 2003)
- Carlo Allorio, vescovo cattolico italiano (Villata, n. 1891 - Trecate, † 1969)
- Carlo Arcamone, vescovo cattolico italiano (Bitetto - Bitetto, † 1432)

## B(4)
- Carlo Bascapè, vescovo cattolico italiano (Melegnano, n. 1550 - Novara, † 1615)
- Carlo Boiardi, vescovo cattolico italiano (Chiavenna Rocchetta, n. 1899 - Massa, † 1970)
- Carlo Bossi, vescovo cattolico italiano (Milano, n. 1669 - Vigevano, † 1753)
- Carlo Bresciani, vescovo cattolico italiano (Nave, n. 1949)

## C(9)
- Carlo Caccia Dominioni, vescovo cattolico italiano (Milano, n. 1802 - Cornate d'Adda, † 1866)
- Carlo Giuseppe Capra, vescovo cattolico italiano (Asti, n. 1712 - Acqui, † 1772)
- Carlo Carafa, vescovo cattolico e diplomatico italiano (Napoli, n. 1584 - Aversa, † 1644)
- Carlo I, vescovo cattolico italiano (Torino, † 1169)
- Carlo II, vescovo cattolico italiano (Torino, † 1170)
- Carlo Cavalla, vescovo cattolico italiano (Villafranca d'Asti, n. 1919 - Casale Monferrato, † 1999)
- Carlo Chenis, vescovo cattolico italiano (Torino, n. 1954 - Roma, † 2010)
- Carlo Ciattini, vescovo cattolico italiano (Cerreto Guidi, n. 1951)
- Carlo Colombo, vescovo cattolico e teologo italiano (Olginate, n. 1909 - Milano, † 1991)

## D(4)
- Carlo de Angelis, vescovo cattolico italiano (Napoli, n. 1620 - Acerra, † 1690)
- Carlo d'Asburgo, vescovo cattolico austriaco (Graz, n. 1590 - Madrid, † 1624)
- Carlo della Palma, vescovo cattolico italiano (Nola, n. 1614 - Pozzuoli, † 1682)
- Carlo Augusto di Sales, vescovo cattolico francese (Castello di Thorens, n. 1606 - Annecy, † 1660)

## F(4)
- Luigi Fantini, vescovo cattolico italiano (Chieri, n. 1803 - Fossano, † 1852)
- Carlo Domenico Ferrari, vescovo cattolico italiano (Brescia, n. 1769 - Brescia, † 1846)
- Carlo Ferrari, vescovo cattolico italiano (Fresonara, n. 1910 - Verona, † 1992)
- Carlo Fontanini, vescovo cattolico italiano (Latisana, n. 1766 - † 1848)

## G(6)
- Carlo Gagliardi, vescovo cattolico italiano (Bella, n. 1710 - Napoli, † 1778)
- Carlo Francesco Giocoli, vescovo cattolico italiano (Sant'Arcangelo, n. 1664 - Napoli, † 1723)
- Carlo Giuliani, vescovo cattolico italiano (Stagno, † 1663)
- Carlo Antonio Gozani, vescovo cattolico italiano (Casale, n. 1641 - † 1721)
- Carlo Gritti Morlacchi, vescovo cattolico italiano (Alzano Maggiore, n. 1777 - Bergamo, † 1852)
- Carlo Ottaviano Guasco, vescovo cattolico italiano (Bergoglio, n. 1650 - Cremona, † 1717)

## L(3)
- Carlo Maria Lenzi, vescovo cattolico italiano (Palermo, n. 1761 - † 1825)
- Carlo Liviero, vescovo cattolico italiano (Vicenza, n. 1866 - Fano, † 1932)
- Carlo Livraghi, vescovo cattolico italiano (Villanova del Sillaro, n. 1899 - Milano, † 1975)

## M(6)
- Carlo Macchi, vescovo cattolico italiano (Milano, n. 1802 - Reggio Emilia, † 1873)
- Carlo Emanuele Madruzzo, vescovo cattolico italiano (Issogne, n. 1599 - Trento, † 1658)
- Carlo Manziana, vescovo cattolico italiano (Brescia, n. 1902 - Brescia, † 1997)
- Carlo Maranta, vescovo cattolico italiano (Napoli, n. 1583 - Tropea, † 1664)
- Carlo Mazza, vescovo cattolico italiano (Entratico, n. 1942)
- Carlo Mineo, vescovo cattolico italiano (Palermo, n. 1703 - Patti, † 1771)

## P(7)
- Carlo Pallavicino, vescovo cattolico italiano († 1497)
- Carlo Palma, vescovo cattolico italiano (Urbino, n. 1643 - Fossombrone, † 1718)
- Carlo Pellegrini, vescovo cattolico italiano (Longobardi, n. 1736 - Longobardi, † 1822)
- Carlo Pergamo, vescovo cattolico italiano (Napoli, n. 1726 - Napoli, † 1785)
- Carlo Pignatelli, vescovo cattolico italiano (Napoli, n. 1659 - Gaeta, † 1730)
- Carlo Giuseppe Pistone, vescovo cattolico italiano (Nizza Monferrato, n. 1739 - Castellazzo Bormida, † 1795)
- Carlo Poggi, vescovo cattolico italiano (Piacenza, n. 1923 - Fidenza, † 1997)

## R(4)
- Carlo Romanò, vescovo cattolico italiano (Cantù, n. 1789 - Dongo, † 1855)
- Carlo Rosini, vescovo cattolico e filologo italiano (Napoli, n. 1748 - Napoli, † 1836)
- Carlo Rossi, vescovo cattolico italiano (Torino, n. 1890 - † 1980)
- Carlo Rovelli, vescovo cattolico italiano (Como, n. 1740 - Como, † 1819)

## S(5)
- Giuseppe Sanguettola, vescovo cattolico italiano (Milano, n. 1788 - Crema, † 1854)
- Carlo Giuseppe Maria Sappa de' Milanesi, vescovo cattolico italiano (Alessandria, n. 1758 - Alessandria, † 1834)
- Carlo Savio, vescovo cattolico italiano (Cuneo, n. 1811 - † 1881)
- Carlo Settala, vescovo cattolico italiano (Milano - Roma, † 1682)
- Carlo Filippo Sfondrati, vescovo cattolico italiano (Mandello, n. 1636 - Pisa, † 1680)

## U(1)
- Carlo Urru, vescovo cattolico italiano (Todi, n. 1915 - Perugia, † 2002)

## V(2)
- Carlo Ferdinando Vasa, vescovo cattolico polacco (Varsavia, n. 1613 - Wyszków, † 1655)
- Carlo Villano, vescovo cattolico italiano (Capua, n. 1969)

## Z(1)
- Carlo Zinato, vescovo cattolico italiano (Torcello, n. 1890 - Vicenza, † 1974)